# Avion bipoutre

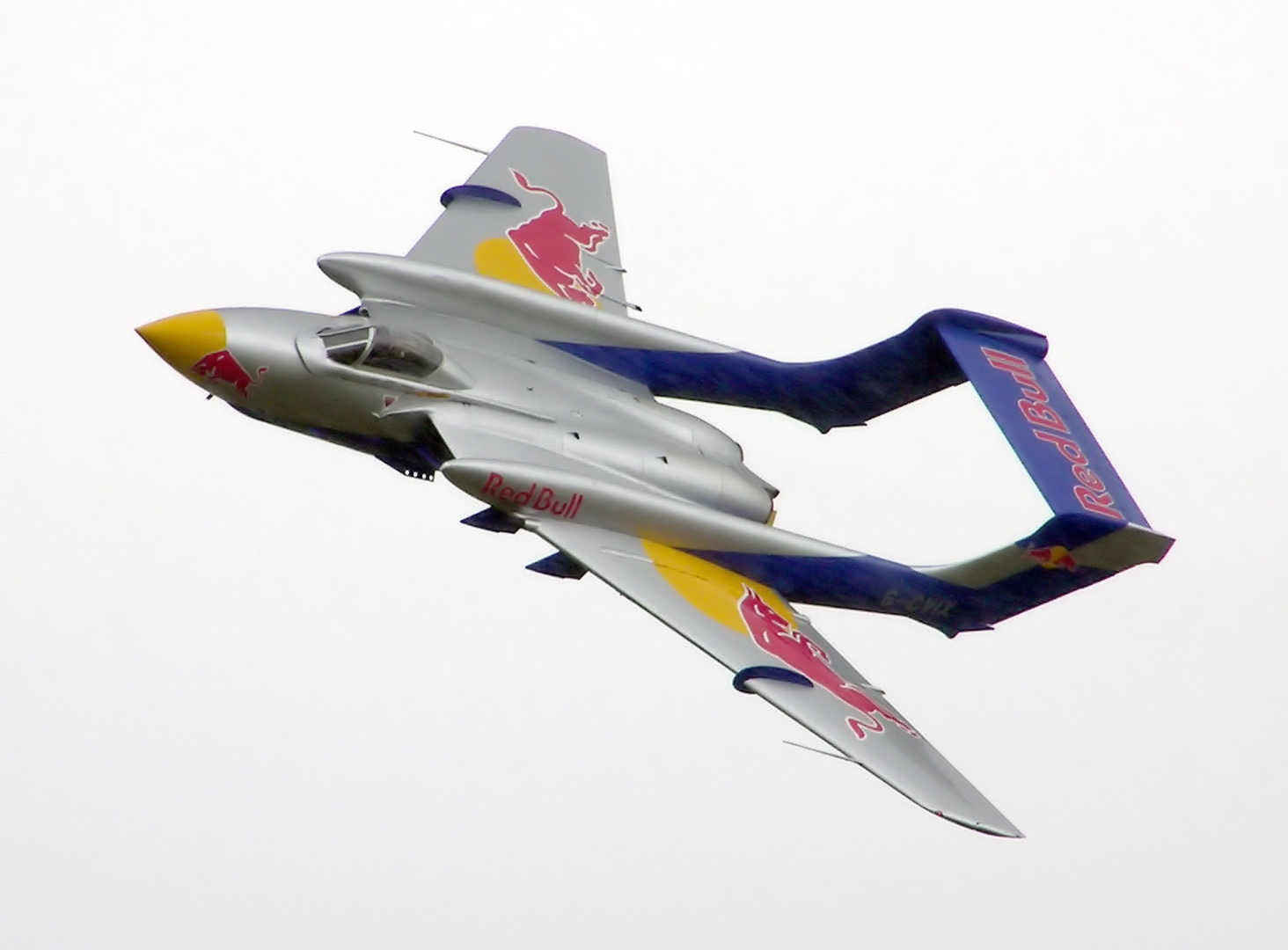
de Havilland Sea Vixen

Un avion bipoutre est un avion dont les gouvernes de queue ne sont pas installées sur le fuselage, mais rattachées aux ailes par un double longeron.
Cette configuration a été adoptée dans les cas suivants :
- Porte de chargement à l'arrière du fuselage, de grande dimension pour les avions cargo :
  - Fairchild C-82 Packet (1944)
  - Fairchild C-119 Flying Boxcar (1947)
  - Noratlas (1949)
  - Transavia PL-12 Airtruk (en) (1965)

- Monomoteur à hélice propulsive où le moteur est installé à l'arrière d'un fuselage raccourci, sur divers avions et sur des drones récents :
  - Saab J-21 (1943)
  - Fokker F.25 (en) (1946)
  - IAI Scout (1975 ?)
  - RQ-2 Pioneer (1986)
  - IAI Heron (1994)
  - RQ-5 Hunter (1999)
  - RQ-7 Shadow (1999)
  - SIDM Eagle One

- Idem en configuration push-pull
  - Adam A500 (2002)
  - Cessna Skymaster (1961) / O-2 Skymaster (1967)
  - Savoia-Marchetti S.65

- Mono (ou bi) réacteur, quand le moteur est également installé à l'arrière d'un fuselage raccourci :
  - De Havilland Vampire (1943)
  - Saab J-21 (1943) model J21R re-motorisé avec un réacteur
  - De Havilland Sea Vixen (1951)
  - Adam A700 (2003)

- Pour dégager le champ de vision ou de tir vers l'arrière :
  - Focke-Wulf Fw 189 Uhu (1938)

- Avion jumeau, construit par la juxtaposition de deux appareils identiques :
  - Heinkel He 111Z Zwilling (1940)
  - North American F-82 Twin Mustang (1945)

- Pour améliorer l'efficacité aérodynamique de bimoteurs à cylindres en ligne ou à turbocompresseur. C'est ainsi que le P-38 Lightning a obtenu les performances des meilleurs chasseurs monomoteurs de l'époque, alors que le Messerschmitt Bf 110 n'y parvenait pas : 710 km/h avec 2 moteurs de 1 725 ch pour un avion de 9,8 t, contre 560 km/h avec 2 moteurs de 1 100 ch pour un avion de 6,8 t.
  - Fokker G.I (1937)
  - P-38 Lightning (1939)
  - Hughes XF-11 (1946)
  - OV-10 Bronco (1965)
  - Northrop P-61 Black Widow (1942)
  - Soukhoï Su-80 (2001)

- Pour renforcer la stabilité des hydravions lors des phases de déjaugeage :
  - Savoia Marchetti S55 : Hydravion "catamaran", bipoutre à double fuselage lancé en 1925 et utilisé pour les célèbres vols de propagande transatlantiques voulus par Mussolini et Italo Balbo.(1933)[1]
  - Blohm & Voss BV 138 (1939)
  - Sikorsky S-38 (1928)
  - Sikorsky S-40 (1930)

- Pour réduire le moment de flexion de la voilure en déportant la masse carburant dans les poutres (avions de record de distance) :
  - Rutan Voyager (1984)
  - Virgin Atlantic GlobalFlyer (2005)

- Pour emporter une charge axiale externe, tel que les Scaled Composites White Knight. Leur concepteur Burt Rutan désigne ce concept comme une "architecture ouverte"[2].
  - Scaled Composites White Knight (2002)
  - Scaled Composites White Knight Two (2008)
  - Scaled Composites Stratolaunch (2019)

## Images

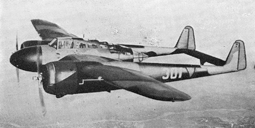
Fokker G1 (1937)
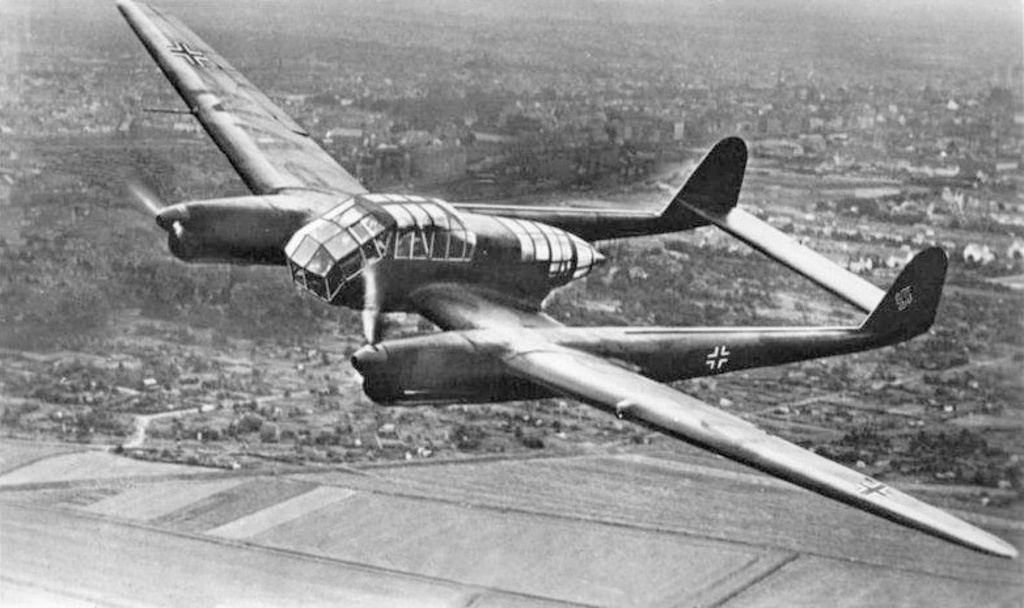
Focke Wulf Fw189 (1938)
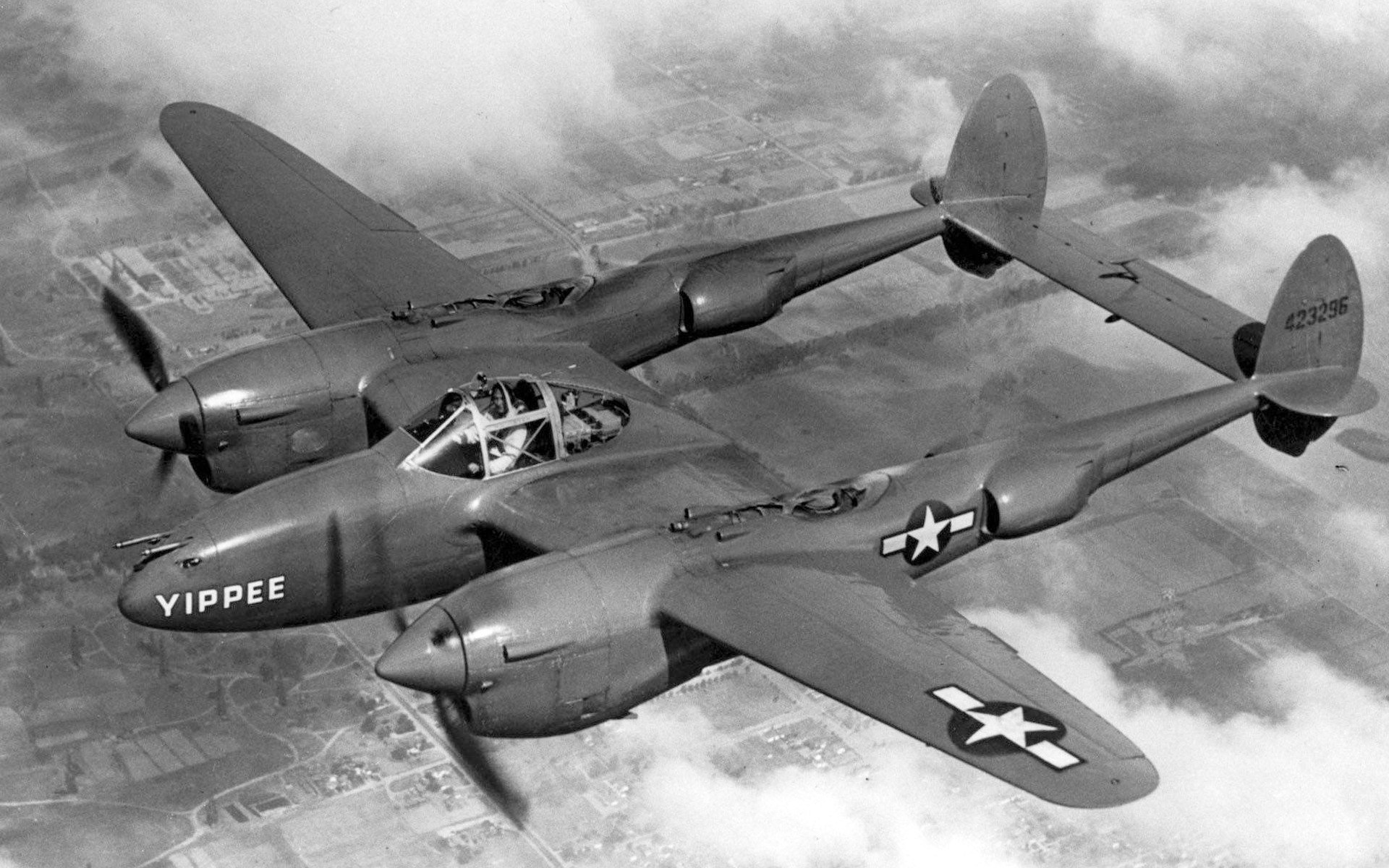
P-38 Lightning (1939)
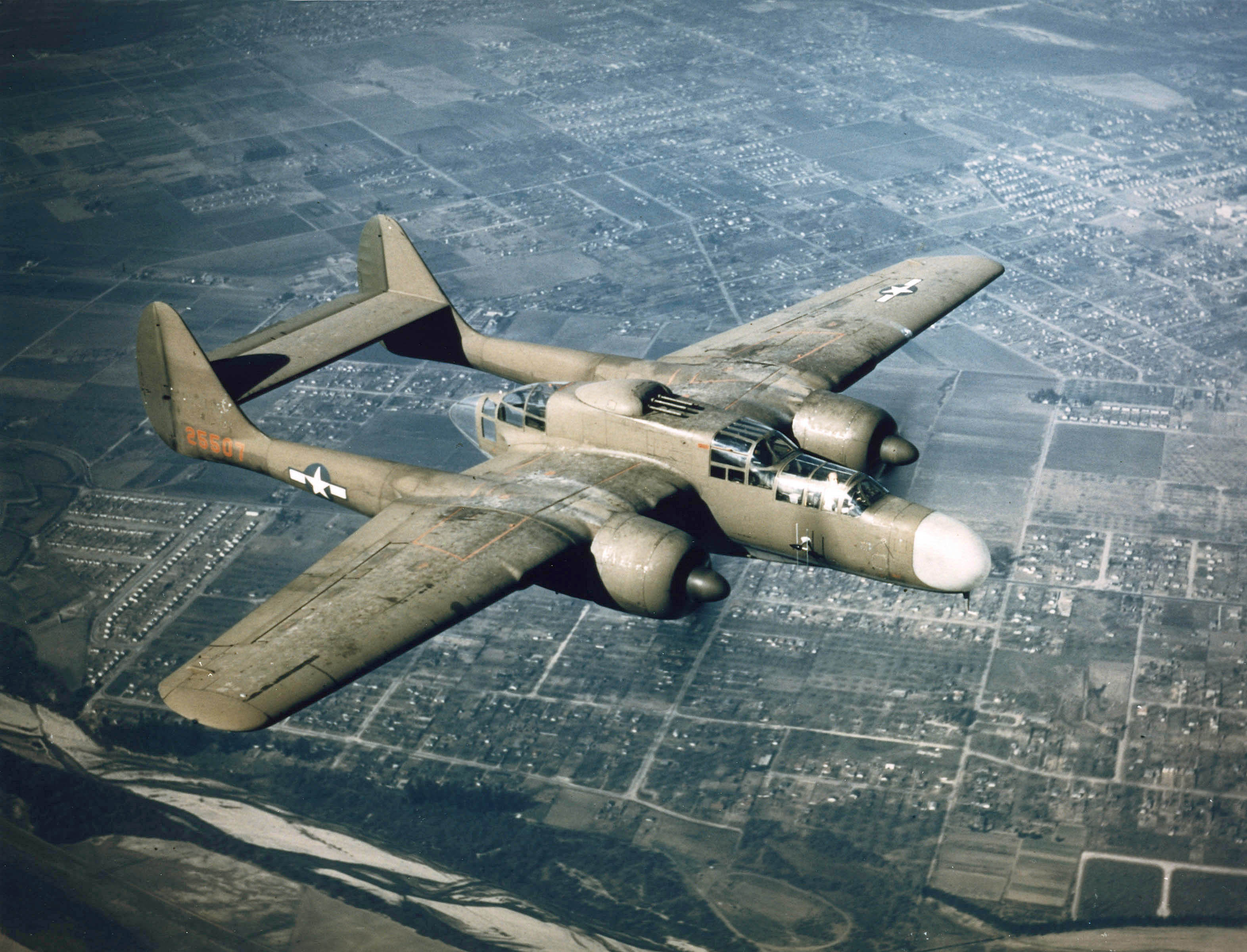
Northrop P-61 Black Widow (1942)
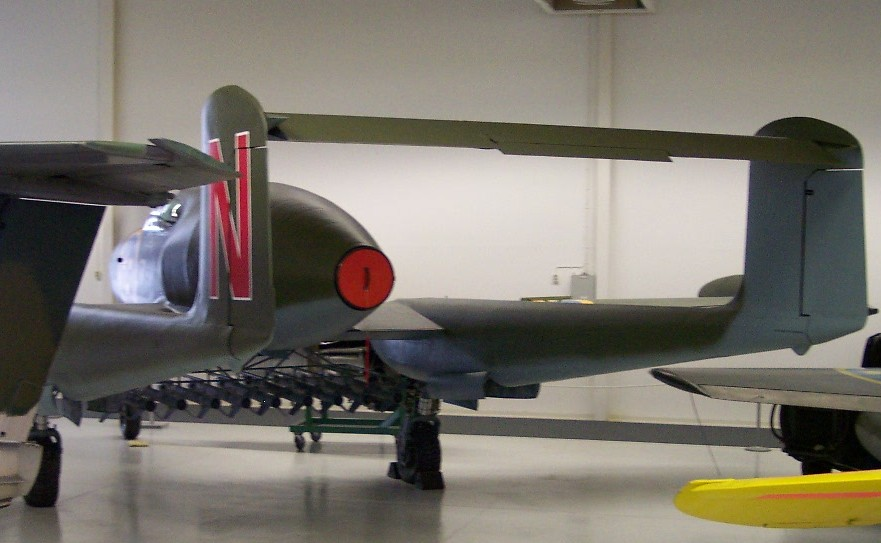
Saab J-21 (1943)
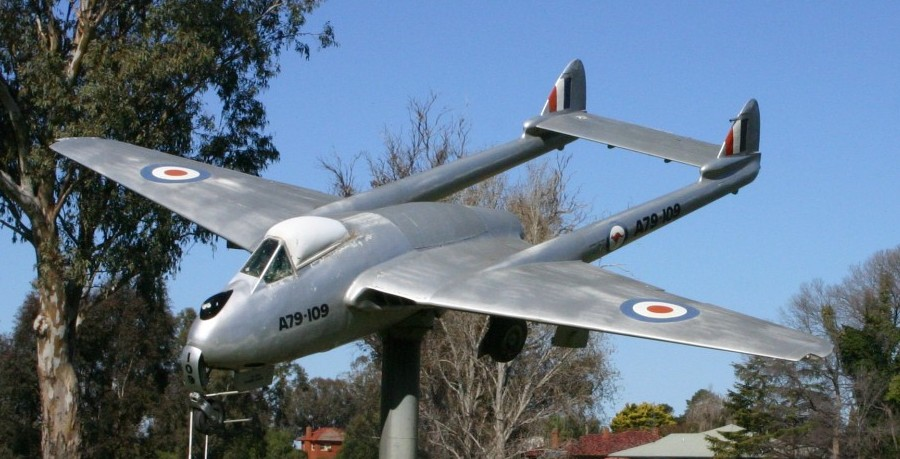
De Havilland Vampire (1943)
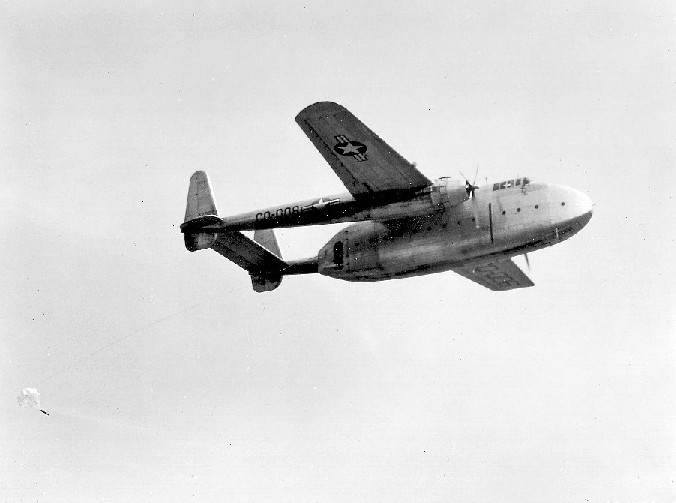
C-82 Packet (1944)
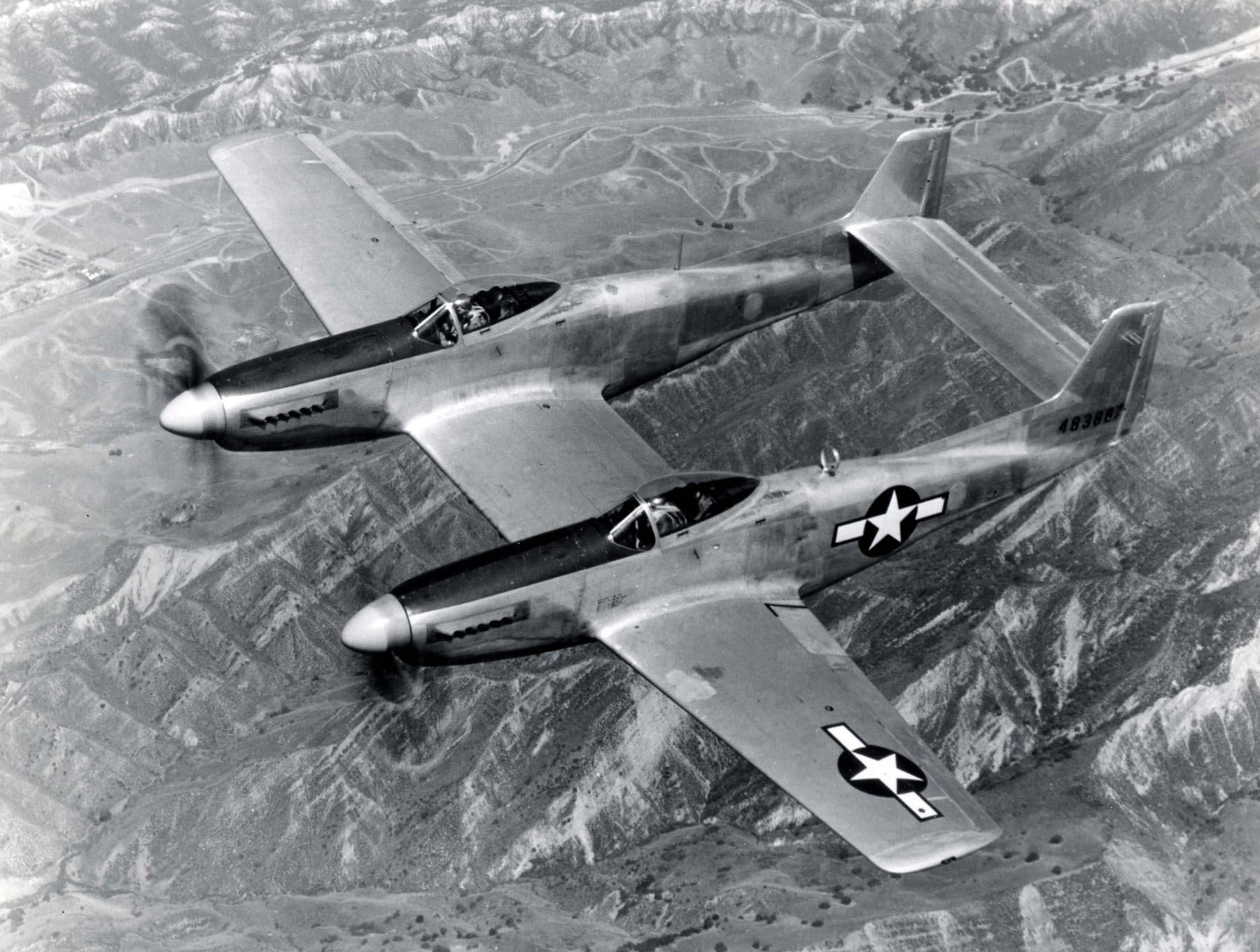
F82 twin mustang (1945)
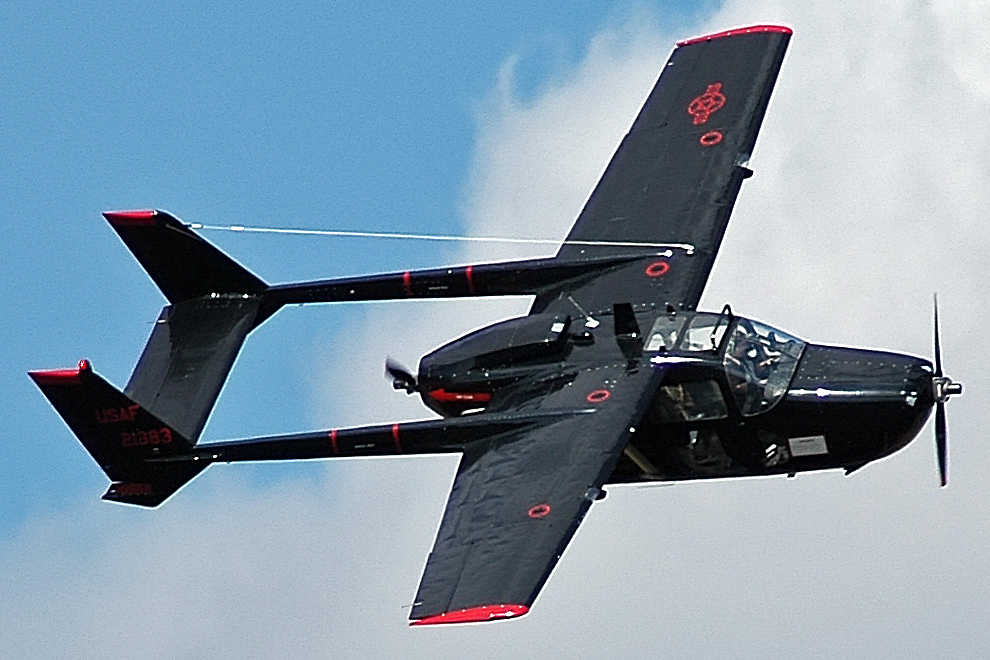
Cessna Skymaster (1961)
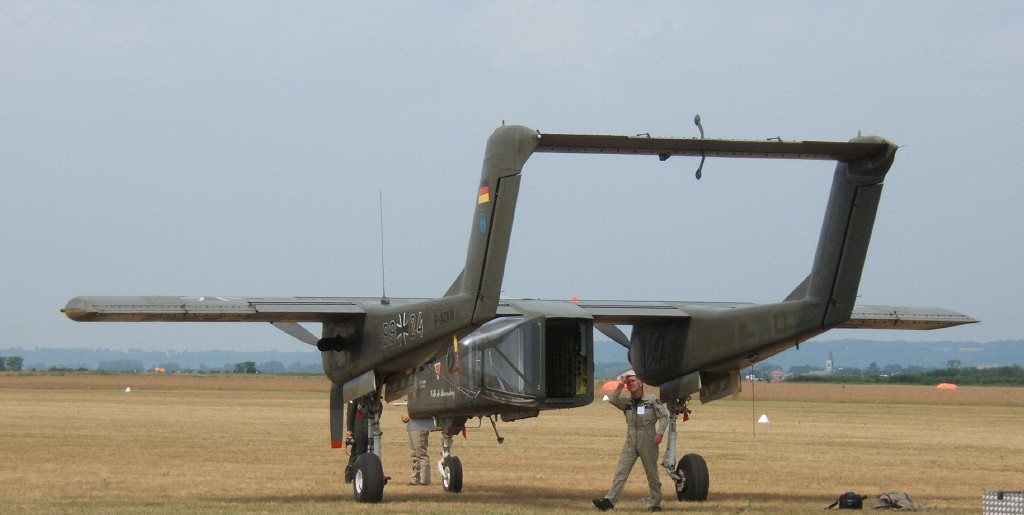
North American Rockwell OV-10 Bronco (1965)
Rutan Voyager (1984)
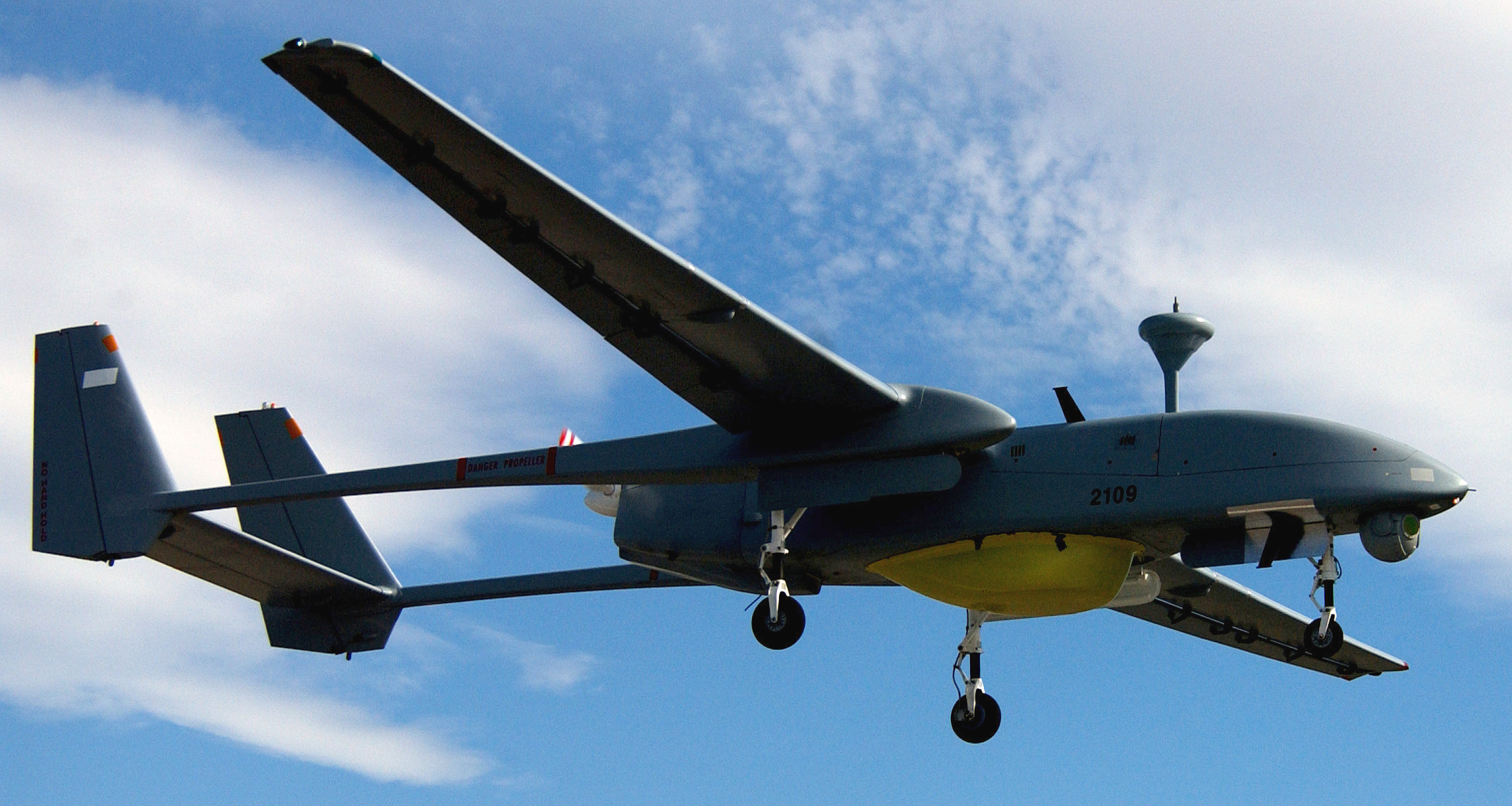
IAI Heron (1994)
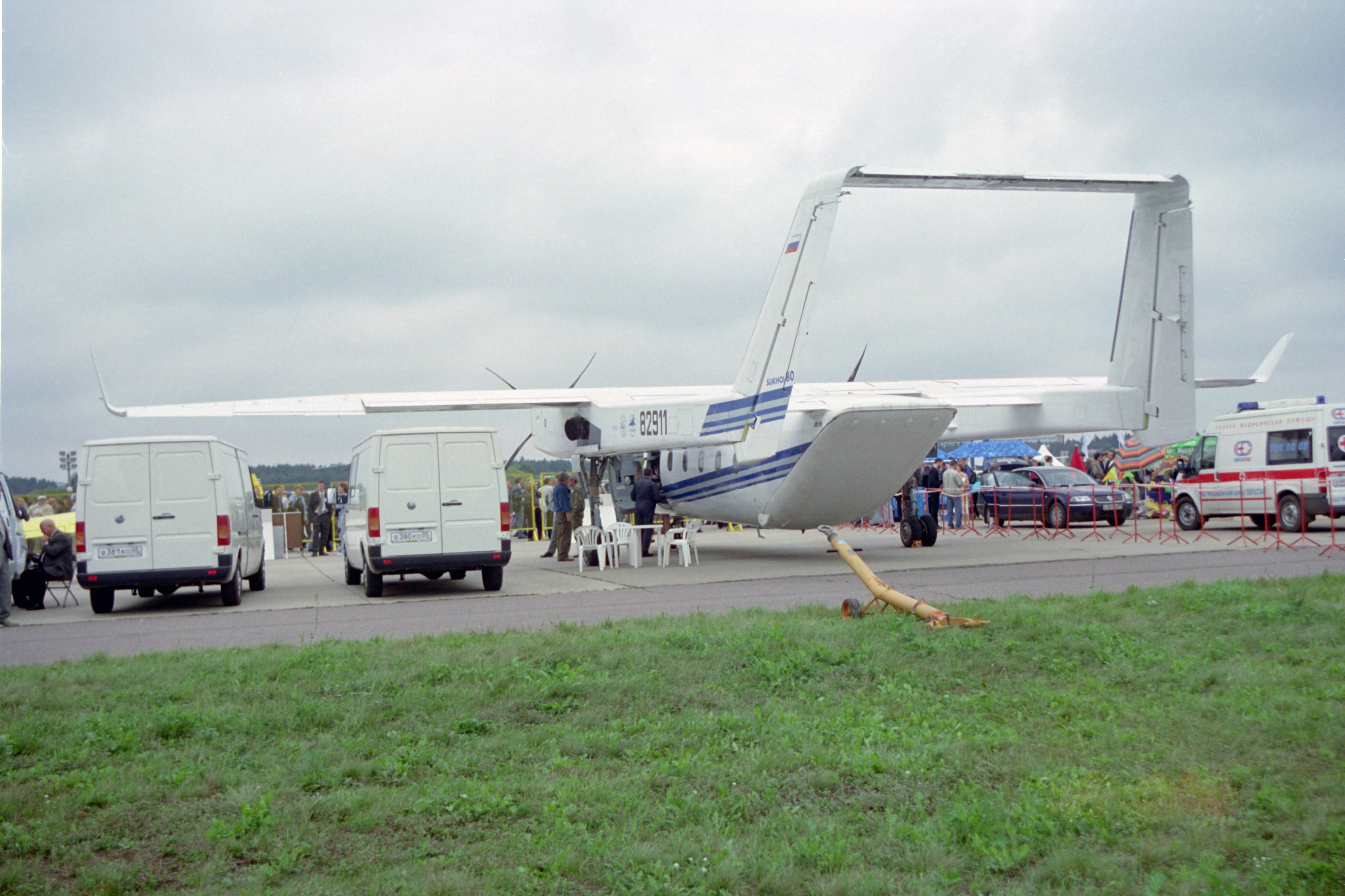
Sukhoi Su-80 (2001)
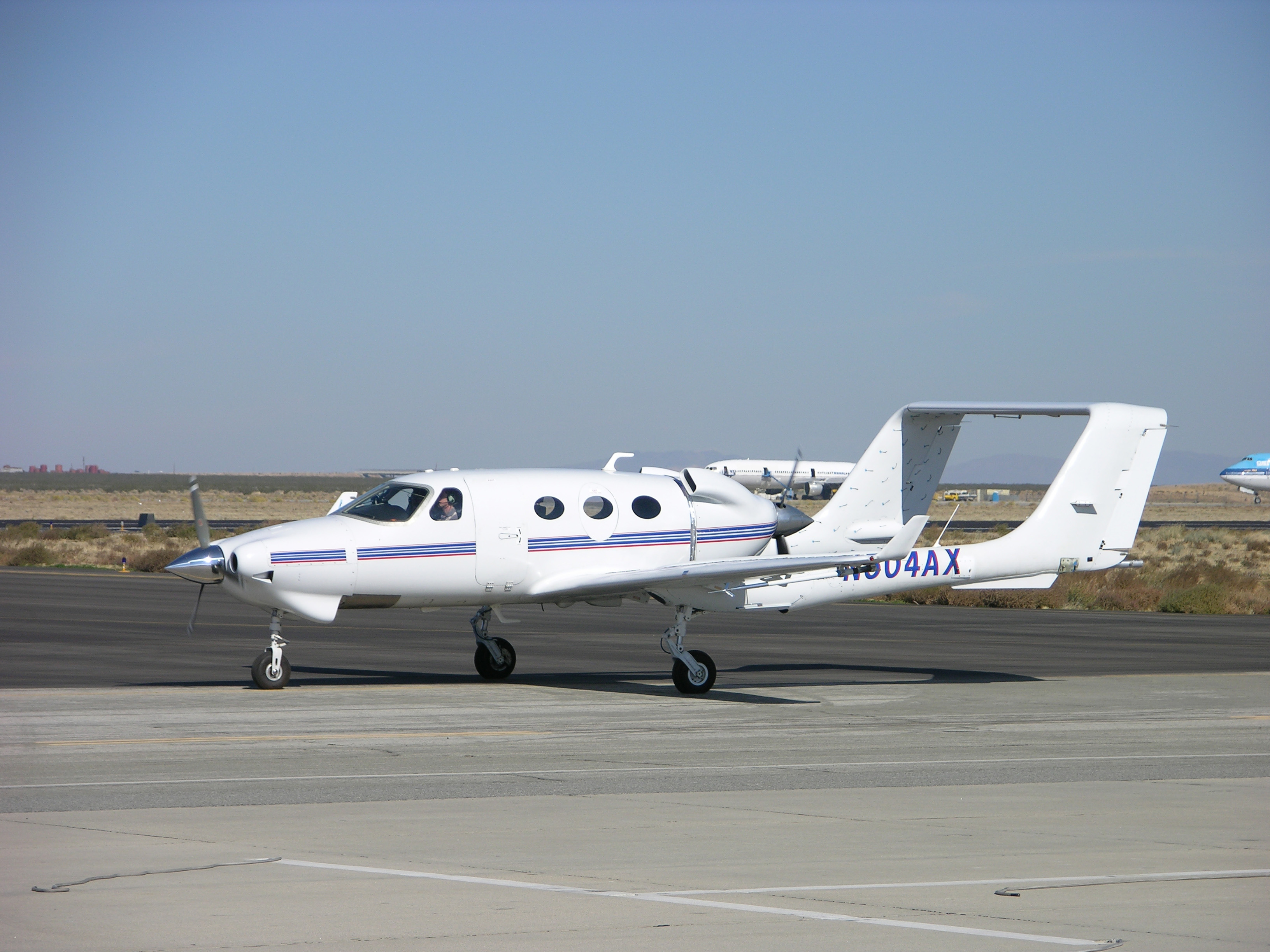
Adam 500 (2002)
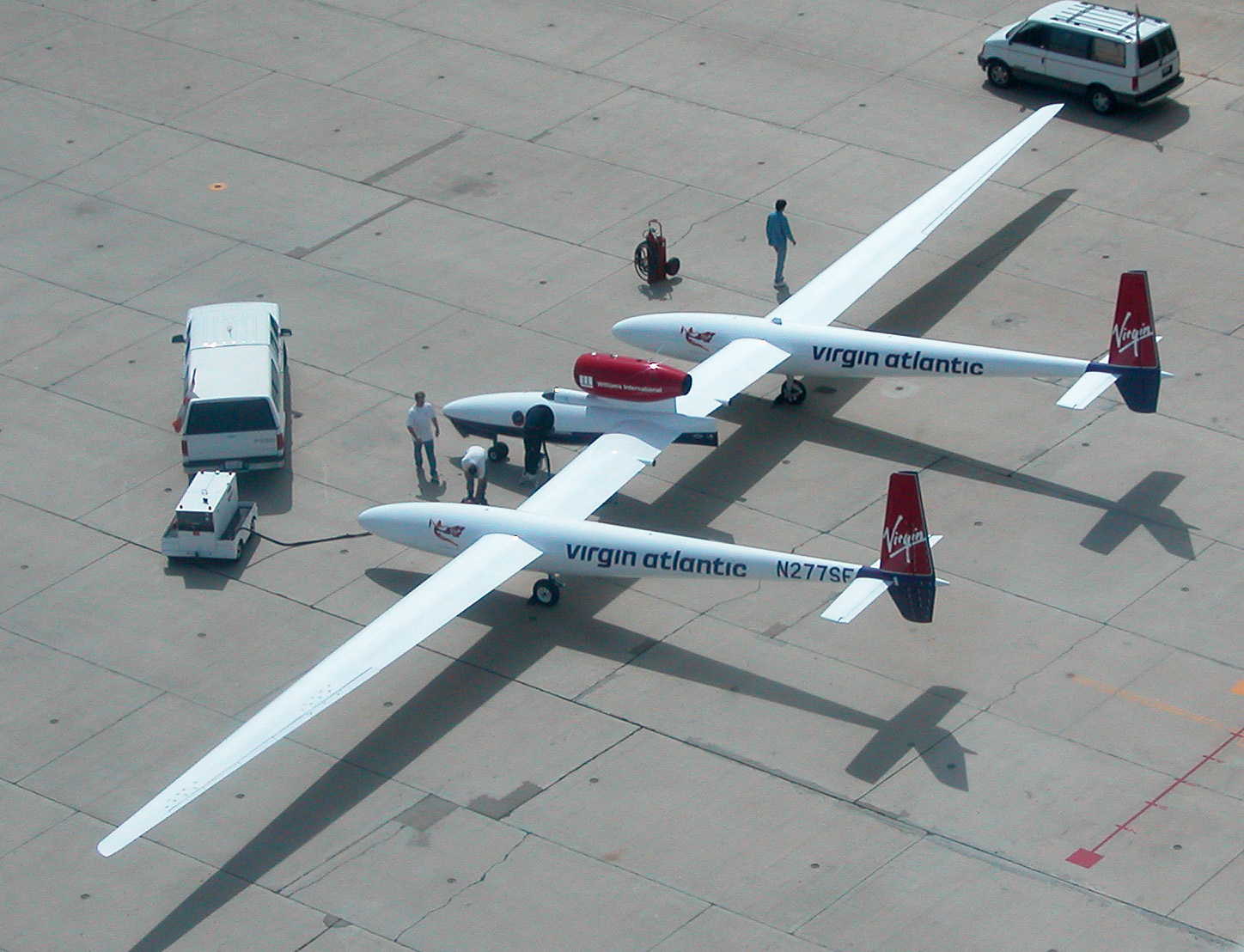
Virgin Atlantic GlobalFlyer (2005)
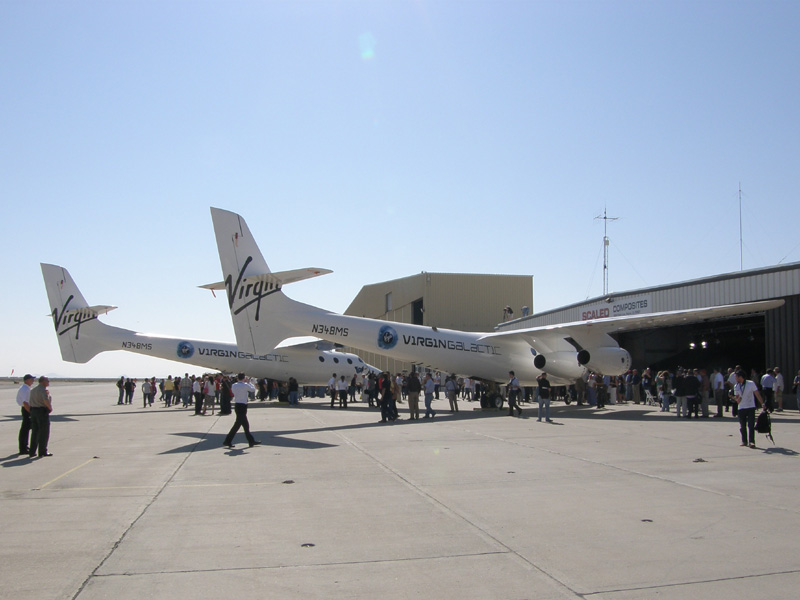
Scaled Composites White Knight Two (2008)